# Škoda 3Tr
Der Škoda 3Tr ist ein tschechoslowakischer Oberleitungsbus-Typ, der in den 1940er Jahren von Škoda (während des Zweiten Weltkrieges hieß das Unternehmen Reichswerke Hermann Göring) in Pilsen hergestellt wurde. Er basiert technisch auf dem vorherigen Typ Škoda 2Tr.

## Technik
Der Škoda 3Tr basiert konstruktiv auf dem Typ 2Tr, der vor dem Zweiten Weltkrieg für den Prager Obusbetrieb hergestellt wurde. Die beiden Baureihen ähnelten sich beim Aufbau des Fahrgestells und der Karosserie.
Es handelte sich um einen dreiachsigen Obus mit einer vorderen Antriebsachse und zwei hinteren Laufachsen. Die Metallkarosserie erhielt auf der rechten Seite zwei (erste und zweite Serie) oder drei (dritte Serie) Falttüren. Im Innenraum wurden die Sitzbänke längs zur Fahrrichtung angeordnet. Als Antrieb dienten zwei Škoda-Verbundmotoren, die in den Fahrgestellrahmen eingebaut wurden.

## Lieferungen
Zwischen 1941 und 1948 wurden 34 Fahrzeuge in drei Serien hergestellt. Alle wurden nach Pilsen geliefert. Die Obusse 101 und 119 blieben museal erhalten.
| Staat            | Stadt  | Typ    | Lieferungsjahre | Stückanzahl | Nummerierung |       |
| ---------------- | ------ | ------ | --------------- | ----------- | ------------ | ----- |
| Tschechoslowakei | Pilsen | 3Tr    | 1941–1948       | 34          | 101–134      | [ 1 ] |
| Summe:           | Summe: | Summe: | Summe:          | 34          |              |       |

Die letzten Obusse dieses Typs wurden 1970 ausgemustert.